# Gamer – Játék a végsőkig
A Gamer – Játék a végsőkig (angolul: Gamer) 2009-ben bemutatott amerikai sci-fi akcióthriller, melynek Mark Neveldine, valamint Brian Taylor írt és rendezett. A főbb szerepben Gerard Butler,  Logan Lerman, Michael C. Hall, Ludacris, Amber Valletta, Terry Crews, Alison Lohman, John Leguizamo, Sam Witwer és Zoë Bell látható.
Észak-Amerikában 2009. szeptember 4-én mutatták be, Nagy-Britanniában pedig 2009. szeptember 16-án.

## Cselekmény
A játék és a szórakoztatóipar a nem is olyan távoli jövőben, egy félelmetesen új hibriddé fejlődött: Többszereplős online játékokban az elmeirányítási technológiával más emberek képesek irányítani hús-vér embertársaikat, csak azért hogy jól elszórakozzanak. Ebben már igen csak elterjedt, a rendkívül népszerű programok szülőatyja, Ken Castle – legújabb agyszüleménye a „Slayers” nevezetű lövöldözős játék, amely olyan hatást kelt, mintha maga az irányító lenne a programban szereplő karakter. Ez az egész lehetővé teszi, hogy több millió ember élő adásban élhesse ki gyilkos fantáziáját világszerte, rabokat felhasználva avatarként, akiknek életük végéig kell harcolniuk.

## Szereplők
| Szerep                    | Színész          | Magyar hang    |
| ------------------------- | ---------------- | -------------- |
| John „Kable” Tillman      | Gerard Butler    | Fekete Ernő    |
| Angie „Nika” Roth Tillman | Amber Valletta   | Pálfi Kata     |
| Ken Castle                | Michael C. Hall  | Hujber Ferenc  |
| Simon Silverton           | Logan Lerman     | Berkes Bence   |
| Gina Parker Smith         | Kyra Sedgwick    | Götz Anna      |
| Humanz vezető             | Ludacris         | Géczi Zoltán   |
| Humanz tag                | Aaron Yoo        | Molnár Levente |
| Trace                     | Alison Lohman    | Mánya Zsófia   |
| Freek                     | John Leguizamo   | Rajkai Zoltán  |
| Hackman                   | Terry Crews      | Hankó Viktor   |
| Gorge                     | Ramsey Moore     | Kardos Róbert  |
| Keith ügynök              | Keith David      | Jakab Csaba    |
| Scotch                    | Johnny Whitworth | Welker Gábor   |
| személyzeti igazgató      | John de Lancie   | Rosta Sándor   |
| Rick Rape                 | Milo Ventimiglia | Szabó Máté     |